# Grésy-sur-Aix
Grésy-sur-Aix település Franciaországban, Savoie megyében. Lakosainak száma 4633 fő (2022. január 1.). Grésy-sur-Aix La Biolle, Aix-les-Bains, Brison-Saint-Innocent, Montcel, Pugny-Chatenod, Trévignin és Entrelacs községekkel határos.

## Népesség
A település népességének változása:
| Lakosok száma | 4298 | 4512 | 4616 | 4545 | 4570 | 4595 | 4598 | 4571 | 4633 |
|               | 2013 | 2015 | 2016 | 2017 | 2018 | 2019 | 2020 | 2021 | 2022 |